# Luiz Pereira Calôba
Luiz Pereira Calôba (27 de junho de 1944) é um pesquisador brasileiro, membro titular da Academia Brasileira de Ciências na área de Ciências da Engenharia desde 4 de maio de 2016.
É professor de engenharia na Universidade Federal do Rio de Janeiro, desenvolvendo pesquisas na área de redes neurais artificiais.
Foi condecorado com a comenda da Ordem Nacional do Mérito Científico.